# Партія Велика Вітчизна
Політична партія «Партія Велика Вітчизна», (ПВО) (рос. "Партия Великое Отечество", (ПВО)) — російська консервативна, націоналістична партія, заснована 12 квітня 2013 року. Засновником та лідером партії є Микола Стариков, внесений МКУ до переліку осіб, які створюють загрозу нацбезпеці України. Співголовою партії є Ігор Ашманов. Девіз партії — Для нас Росія більше світу!

## Історія
У квітні 2012 року Н. В. Старіков разом із засновником IT-компанії «Ашманов і партнери» І. С. Ашманова створив партію «Нова Велика Росія» . 12 квітня 2013 р міністерство юстиції Російської Федерації зареєструвало нову політичну партію — «Партія Велике Отечество» (ППО). Зміна назви партії була викликана тим, що попередній варіант був співзвучний назв уже зареєстрованих партій і Мін'юст відмовив у реєстрації.
Партія має 76 регіональними відділеннями. У травні 2014 року партійні відділення були зареєстровані в Республіці Крим і місті Севастополі .
За даними Інституту соціально-економічних і політичних досліджень (ІСЕП), Партія Велике Отечество в першому кварталі 2015 року увійшла в першу десятку рейтингу політичних партій Росії .
У травні 2015 року партія провела свій з'їзд в Ялті. 9 травня більше 200 членів і прихильників Партії Велике Отечество взяли участь у Параді Перемоги в місті-герої Севастополі .
На з'їзді, що пройшов у наприкінці 2015 року в Петербурзі, було офіційно оголошено про відхід партії в опозицію до поточного економічного курсу уряду, при цьому було заявлено про збереження підтримки президента Росії. На з'їзді була прийнята Політико-економічна Програма Партії Велике Отечество на період роботи сьомого скликання Державної думи РФ (2016—2021 рр.).
Як стверджується на офіційному сайті партії, за станом на кінець травня 2016 року чисельність її членів досягла 50 тисяч .
12 серпня 2016 ЦВК відмовив в реєстрації списку кандидатів Партії Велике Отечество на виборах в Держдуму на підставі перевищення допустимого числа недостовірних або недійсних підписів. Як зазначено в постанові ЦВК, партія представила 200 963 підписи, для перевірки було відібрано 40 тисяч, з яких в результаті перевірки 5 580 підписів, тобто 13,95 % від числа перевірених, було визнано недостовірними або недійсними.

## Програма і цілі партії
Програма партії була затверджена 1 грудня 2012 року установчим з'їздом, затверджена в новій редакції на Позачерговому (II) з'їзді 7 грудня 2013 року.
Головною метою партії задекларовано відновлення повного державного (військового, дипломатичного, економічного і культурного) суверенітету Росії та повернення її в число провідних і найсильніших держав світу.